# IC 4378
IC 4378 — спиральная галактика типа S0 в созвездии Центавр.
Этот объект входит в число перечисленных в оригинальной редакции «Нового общего каталога».